# NOW Big Hits 2007
NOW Big Hits 2007 er et dansk opsamlingsalbum udgivet 19. november 2007 af NOW Music. Albummet er en dobbelt-cd bestående af nogle af de største hits fra 2007.

## Trackliste

### Cd 1
1. Thomas Helmig: "Livet Er Fedt"
2. Robbie Williams & Pet Shop Boys: "She's Madonna"
3. Nik & Jay: "I Love Ya"
4. Enrique Iglesias: "Do You Know?"
5. Maroon 5: "Makes Me Wonder"
6. Beyoncé & Shakira: "Beautiful Liar"
7. Nordstrøm: "Du & Jeg"
8. Gwen Stefani feat. Akon: "The Sweet Escape"
9. James Morrison: "Wonderful World"
10. The Pussycat Dolls: "I Don't Need A Man"
11. Kenneth Bager: "Fragment 8"
12. Infernal: "Ten Miles"
13. Take That: "Patience"
14. Julie: "Take Me Away"
15. Thomas Buttenschøn: "Fantastiske Mandag"
16. JoJo: "Too Little Too Late"

### Cd 2
1. Tv-2: "S.O.M.M.E.R"
2. Amy Winehouse: "Rehab"
3. Fergie: "Big Girls Don't Cry"
4. KNA Connected: "Fibs, Det Løgn"
5. Timbaland & Nephew: "The Way I Are"
6. Mika: "Relax, Take It Easy"
7. Rihanna: "Umbrella"
8. Nelly Furtado: "Say It Right"
9. Infernal: "I Won't Be Crying"
10. Akon: "Don't Matter"
11. Kaiser Chiefs: "Ruby"
12. Ufo Yepha: "Fluen På Væggen"
13. The Pussycat Dolls feat. Timbaland: "Wait A Minute"
14. Unite: "Butterfly"
15. Thomas Helmig feat. KNA Connected: "Det Du Kan Remix"
16. Outlandish: "Callin' U"